# Cordón del Plata
El Cordón del Plata  es un cordón montañoso de los Andes argentinos, ubicado en su totalidad en la provincia de Mendoza, en los departamentos de Tupungato y Luján de Cuyo, que constituye parte de la Cordillera Frontal (paralela a la Cordillera Principal o del límite) junto a la Cordillera del Tigre, la del Portillo, de Santa Clara, de las Llaretas, del Carrizalito y la de la Ramada (esta última ubicada en la provincia de San Juan).
Constituido de cumbres de gran importancia (de 4000 a 5000 m s. n. m.) es la más vistosa parte de la cordillera. Puede verse con facilidad desde todo el centro norte de la provincia. Desde él, nacen importantes cursos de agua como los arroyos de las Mulas, El Salto, Vallecitos y el río Blanco. 
A unos 3000 m s. n. m., sobre sus laderas, se encuentra el centro de esquí Vallecitos, el más cercano a la ciudad de Mendoza a, aproximadamente, unos 80 km.
Los cerros más importantes que lo conforman son los siguientes: cerro Vallecitos, cerro Stepanek, Cáucaso, San Bernardo, pico Parra, Mausy, Franke, Santa Elena, Morro Chato, pico Benay, Salto, Junción, Lomas Amarillas, Blanco, Agustín Álvarez, Rincón, pico Vallecitos, Negro, Cerro Iluso, Cerro Adolfo Calle, y, por último, el más alto de todos: el Cerro El Plata (5968 m s. n. m.) y su cumbre secundaria, el pico Plata (5845 m s. n. m.), ubicado ligeramente más al este.
El Cordón del Plata, junto a las últimas estribaciones de la Precordillera, da lugar a valles longitudinales de gran altura, donde se favorece la condensación de humedad, creando microclimas, como en la zona de La Carrera (Tupungato), donde es factible la siembra de papa de semilla.
Importantes poblaciones de interés turístico: El Salto, El Carmelo, Las Carditas, Las Vegas, Valle del Sol, Piedras Blancas y Los Zorzales.

## Parque provincial del Cordón del Plata
Desde 2011 existe el Parque provincial del Cordón del Plata, con una superficie de 175.000 ha.
El objetivo de esta reserva es la protección de los hielos permanentes existentes en las alturas y bajo el suelo (permafrost), así como el habitat de la tundra andina que incluye diversas especies animales y vegetales.

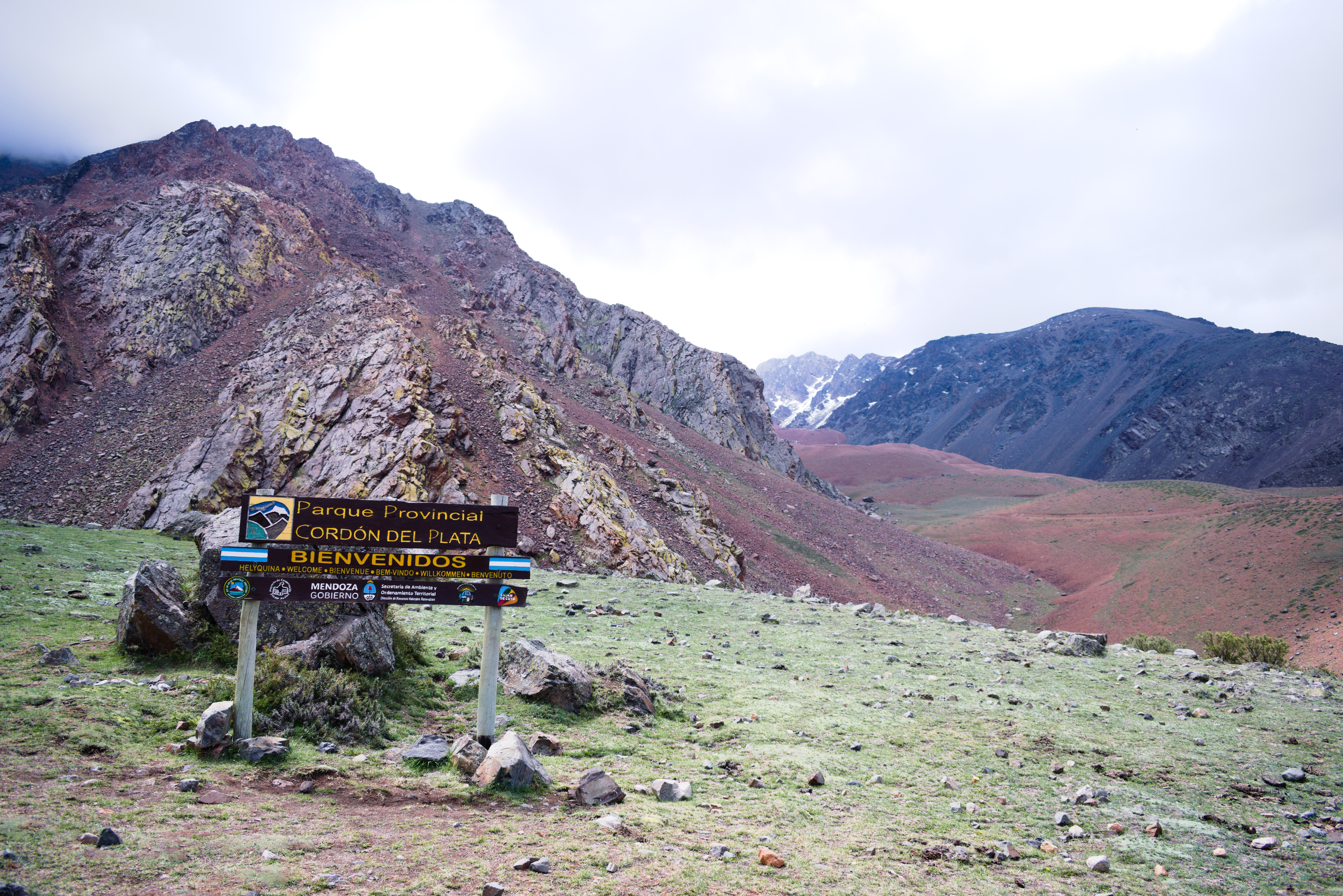
Aviso de entrada al Parque Provincial del Cordón del Plata desde Vallecitos.